# Habilitació de seguretat
Una habilitació de seguretat és un estatus concedit (aprovat) a individus, permetent-los accés a la informació classificada (per exemple, secrets d'estat). Funciona com un permís o llicència. El terme «habilitació de seguretat» també és de vegades usat en organitzacions privades que tenen un procés formal per a seleccionar emprats per a accedir la «informació confidencial».
Una habilitació per si mateixa no és normalment suficient per a obtenir accés; l'organització ha de determinar que la persona habilitada «necessita conèixer» aquesta informació. No se suposa que es concedeixi accés a la informació classificada solament a causa del càrrec, posició o d'una habilitació de seguretat.